# 決鬥
決鬥（英語：Duel）通常是指兩個人之間徒手或使用相似的武器，在並非比賽的場合下，通过武力較量分勝負來使對方降服，或證明自己的信念是正確的或無辜的等。如果在戰爭中常以一騎討、一騎打、單挑等字眼，形容參與決鬥的有名將士，就以個人勝負來決定戰果的情形也出現過。11世纪到20世纪的欧洲人有时会用决斗解决争执。双方装备的武器必须符合一定的规定。
“决斗”一词有时也用来指战斗机之间的空战，以及战船之间的海战（特别是在航海时代）。中世纪决斗往往被描写得很浪漫。决斗者往往借口保卫荣誉权（有时会为了微不足道的事情决斗），或是为恢复其君主的名誉而提出决斗。决斗的目的一般不是为了获得满足，而是展示自己的骑士精神。决斗一般不充当判罪的依据，反之则为司法决斗。
19世纪初以后很多欧洲国家都立法禁止决斗，但是决斗并没有因此终止，决斗双方——只要决斗是公平的——一般也不会受到指控。由于只有绅士有荣誉权，所以只有绅士允许决斗。如果绅士被地位较低的人冒犯了，他可以用笞杖、短马鞭、鞭子进行惩罚，或者让他的仆人代劳。
决斗现在已被世界上所有国家完全废止。

## 规则
早期的决斗通常使用决斗剑。18世纪后也经常使用决斗手枪。富裕的贵族往往愿意花大价钱购买决斗手枪。
决斗前的情形通常如下。一方被侮辱（可能是想象中的）之后，将会向另一方提出挑战（“要求得到满足”），做法是做侮辱性的动作，例如把手套扔到对方面前。英语成语"throwing down the gauntlet"——“扔手套”就是提出挑战的意思。因此被手套扇耳光的人要么接受挑战，要么承认受辱。不过和很多人认为的不同，用手套打脸不算是提出挑战。提出挑战后，双方各指定一个“副手”，由他们决定无人打扰的“荣耀场所”，其目的也是避免打扰。副手还负责检查双方的武器是大致等同的，并证明决斗的公平性。
决斗的终止方法有以下几种，由挑战者选择：
- 只要一方受伤——即使是小伤，决斗就终止；
- 一方受重伤而无法继续决斗时，决斗终止；
- 一方受致命伤后，决斗终止；
- 手枪决斗中，双方相对开枪。如果两人都没有命中，而挑战者认为他已经“满足”，则决斗终止；否则反复开枪，直到一方受伤或死亡为止。但开枪次数不能超过三次，否则会被认为是过于“野蛮”。实际这种情况很少见。

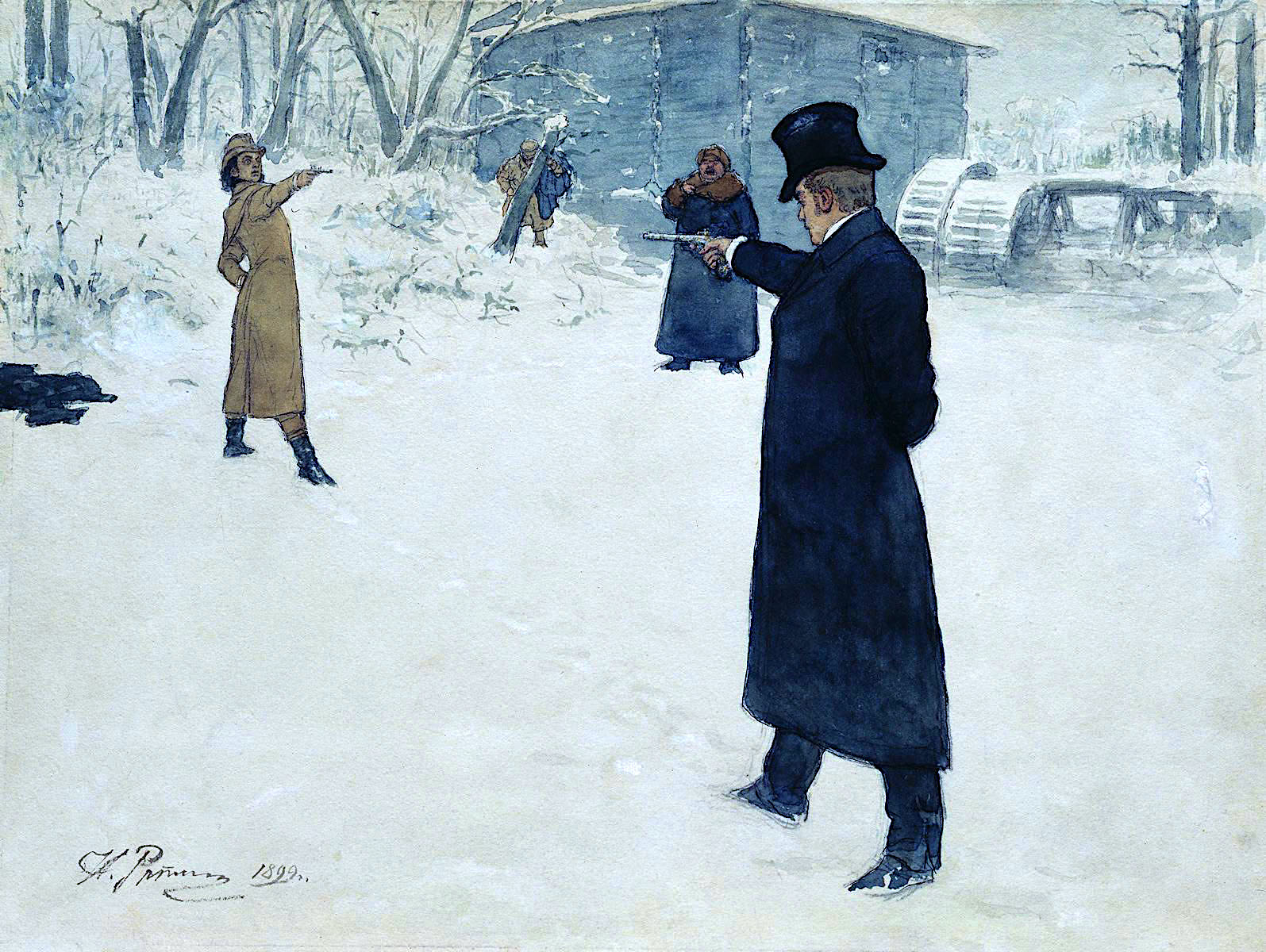
小说中奥涅金和连斯基的手枪决斗

在手枪决斗中，决斗者可以有意打偏，可能表示“不屑与之决斗”。这种做法被1777年的决斗法的第13条禁止，但还是存在不同的习俗。挑战者可以在“满足”后要求立即停止决斗。当决斗者无法继续的时候，有时可由副手代劳——这种情况一般发生在技术要求较高的用剑的决斗中。手枪决斗中，双方各持上好膛的手枪，背对站立，向前走一定步数，最后转身射击。一般来说，侮辱越严重，走的步数越少。另一种做法是，由副手事先在地上用剑标出转身的地方（称作“points”）。一般在给出一个信号（例如扔手帕）之后双方方可开火，以减少作弊的可能。另一种做法是双方轮流射击，被挑战者在前。
决斗经常因为无法就决斗方法（"methodus pugnandi"）达成一致意见而被取消。在Dr. Richard Brocklesby的决斗中，双方不同意要走的步数；Mark Akenside和Ballow决斗时，一者不愿在上午决斗，另一者则拒绝在下午决斗。John Wilkes则对这些细枝末节不屑一顾。当Lord Talbot问他他们应当开火多少次的时候，他回答说：“悉听尊便；在下已带来了‘一袋子弹和一瓶火药’。”

## 历史
由侮辱和社会地位的原因引起的身体对抗（很自然地）可以追溯到史前的人属生物；然而在西方社会，真正意义上的决斗，却是从中世纪比武審判以及更古老的、基督教时代前的维京时代的Holmganga等发展出来的。

## 著名的决斗
拒绝挑战有时被认为是可耻的，而且经常会被处以罚金。名人受到挑战的可能性比普通人大得多。
俄国诗人普希金在他的作品中描述了几场决斗，例如《叶甫盖尼·奥涅金》中叶甫盖尼·奥涅金与连斯基的决斗，似乎是预言了自己的死亡。他本人在和乔治·丹特斯的决斗中受了致命伤，后者据传是他妻子的情人。事后，丹特斯被控在决斗中作弊，但他还是娶了普希金妻子的姐姐，还当上了法国的大臣和参议院议员。决斗事件是由一封匿名信煽动的。
1598年，英格兰剧作家本·琼森在和一个名叫加布里埃尔·斯潘塞尔的演员的决斗中受了致命伤。1798年，雅号「The Grand Old Duke of York」的HRH 弗雷德里克王子在和Lieutenant-Colonel Charles Lennox的决斗中被一颗子弹擦伤了头发。1840年，7th Earl of Cardigan，在輕騎兵的衝鋒中率領英軍的領導人物，在决斗中打伤了一个名叫Captain Tuckett的英国军官，但没有致命。
有四位英国首相参加过决斗：
- 第二代謝爾本伯爵威廉·佩蒂 v Colonel Fullarton（1780）
- 小威廉·皮特 v George Tierney（1798）
- 喬治·坎寧 v 卡斯爾雷子爵（1809）
- 第一代威靈頓公爵阿瑟·韋爾斯利 v Lord Winchelsea（1829）

1864年，时为New York Sunday Mercury的编辑的马克·吐温在朋友的怂恿下向当地另一位报社编辑提出了挑战。他选择了一个经验丰富的副手。在决斗前的练习时间，马克·吐温的助手又在对手面前成功地吹嘘了作家的手枪技术，使得作家成功避免了一场决斗，并且赢得了荣誉。
美国最有名的决斗当属伯尔-汉密尔顿决斗。著名联邦党人亚历山大·汉密尔顿被时任美国副总统的阿倫·伯尔重伤，翌日身亡。而历任美军陆军将军、第七任美国总统的安德鲁·杰克逊也以决斗闻名。1806年5月30日他杀死了著名决斗者查尔斯·迪金森，自己则留下了终生未愈的胸伤。据说他曾和一位律师决斗，但双方都未受伤；1803年差点和约翰·塞维尔决斗；1813年他在边境上和参议员托马斯·哈特·本顿发生了武力冲突，但不能算作是决斗。
1832年5月30日，20岁的法国数学家埃瓦里斯特·伽罗瓦正是在他完成伽罗瓦理论的第二天的决斗中负致命伤，次日死亡。
加拿大的最后一起致命决斗发生在1833年，是罗伯特·里昂挑战约翰·威尔逊的一起手枪决斗，起因是关于对当地的一个女老师的评价。里昂被杀后威尔逊和这位女老师结了婚。
英格兰最后一起致命决斗发生在1852年温莎附近的Priest Hill。

## 特殊的决斗
1808年，两个法国人在巴黎上空进行了一场“气球决斗”。双方乘坐在氣球互射，最后一决斗者被射中，和他的副手一并身亡。
1843年，有两个人用投掷台球的方法进行决斗。
有的决斗者会故意选择奇怪的武器，例如榴弹炮、长柄大锤，以及一堆猪粪，借以表示对决斗的蔑视。
据说奥托·冯·俾斯麦曾挑战过鲁道夫·菲尔绍医生。医生选择的武器是两只香肠，其中有一只被接种了霍乱弧菌。俾斯麦当即取消了决斗。

## 单挑

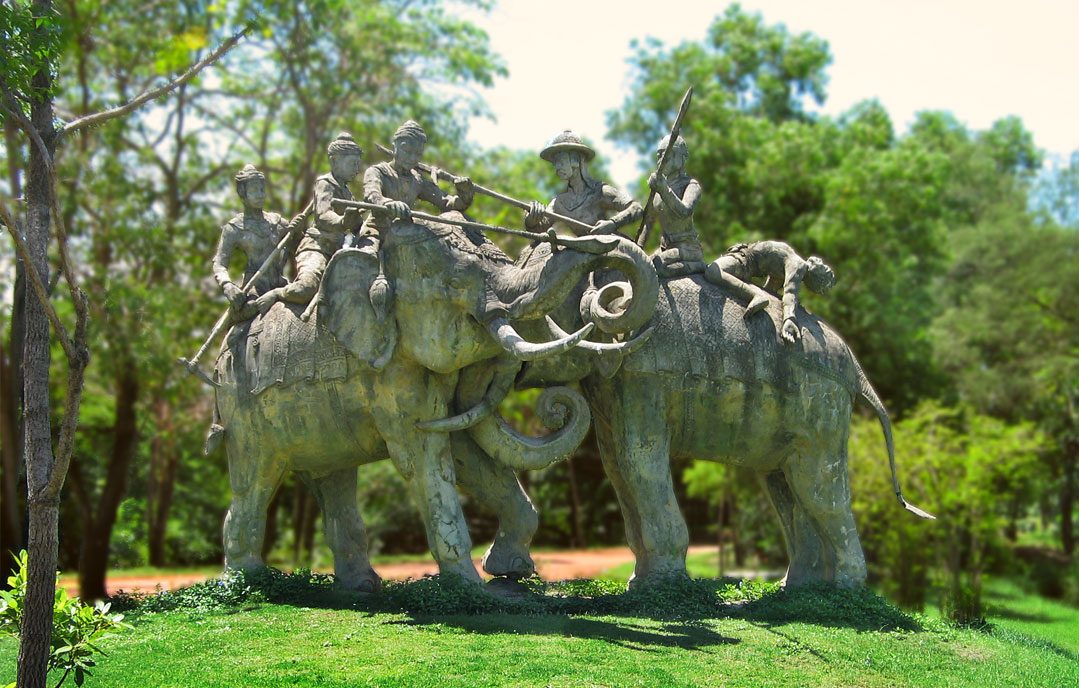
1593年1月18日，暹罗国王纳黎萱在战象上刺死了缅甸王子帕玛哈乌拔拉，这一天成为了泰国的建军节。图为位于泰国北榄府的塑像。

“單挑”（single combat）是在战斗中双方各派一名战士代表(champion）决斗，其他人则在一旁观看，直到决斗结束。单挑一般发生在两国中间地带的战斗中。
在各时期、各地区的传说和历史中都有对单挑的描述。早期的有《圣经》中记载的大卫和歌利亚的决斗，以及《伊利亚特》中描述的墨涅拉俄斯与帕里斯、阿喀琉斯与赫克托耳的决斗。古罗马时期的一对一决斗在史书中也被多次提到：据蒂托·李维记载，前7世纪，贺拉斯兄弟打败了阿尔巴隆加的Curiatii，使得这一城市成为了罗马的隶属城市；Marcus Claudius Marcellus在前222年的Battle of Clastidium杀死了Gaesatae王Viridomarus并缴其武器（spolia opima）；前22年，Deldo的Marcus Licinius Crassus Dives则杀死了Bastarnae王并缴其武器。
印度史诗《摩诃婆罗多》和《罗摩衍那》中也有对单挑的描述。中國歷史小說《三国演义》中也常常出现双方将领单挑的场面。
在著名的爱尔兰神话The Cattle Raid of Cooley中，Ulster的战士都受了诅咒而不能抵御Queen Maeb的侵略军——除了Cúchulainn。这位英雄进行了多次“单挑”，直到他的战友们恢复正常。

## 各地区的决斗

### 德国、奥地利、瑞士
一种叫做Mensur的传统非致命决斗在这些国家的学生中很流行，现在发展成为了Academic fencing。它不是为了“保卫荣誉”，对抗性也不强。它是：
一种传统教育的手段，没有赢家和输家……不避免受伤，而是要求坚强地忍耐。

### 希腊
19世纪爱奥尼亚群岛的男人之间经常发生形式化的名誉之争。但决斗者是农民而不是贵族。
使用的武器是刀子。“提出挑战”的方法一般是在公共场合彼此进行性冒犯；决斗以一方血流满面终止，一般不会致命。赢家通常向对方身上吐口水，并用围巾浸对方的血液，或者用围巾擦干自己的刀子。
赢家一般不会试图逃避拘捕，通常会被处以短期拘留或者低额罚金。

### 印度
在古代印度（包括现在的巴基斯坦和孟加拉国），人们出于各种原因举行决斗（niyuddha）。许多刹帝利认为死在床上是一种耻辱，因此在年老时经常安排一场“战斗慈善”活动。按照这种习俗，当一个战士觉得自己活不了多久时，他会带着几个随从去请求另一位国王进行决斗或小型战斗。这样他就可以选择自己的死亡时间和方式，并确信自己会战死。在某些时期，决斗至死是合法的，而在其他时期则是可被处以死刑的。
古代的史诗和文献，如《Dharmashastra》，记载着决斗必须在严格的行为规范下进行，违反这些规范是可耻的也是罪恶的。根据这些规则，禁止击杀已经失去武器、投降或被打晕的对手。《摩奴法论》还记载，如果战士在决斗中头巾松开了，对手必须给他时间系好头发后再继续。双方必须使用相同的武器，每种武器可能都有特定的规则。例如，《摩诃婆罗多》记载，棍棒决斗中禁止攻击对方的腰部以下部位。在古代的一种决斗形式中，两名战士用右手握着刀，左手则被绑在一起。
葡萄牙旅行者杜阿尔特·巴尔博萨说，决斗是毗奢耶那伽罗王朝贵族之间的一种常见做法，也是唯一一种合法的“谋杀”方式。在确定了决斗日期并获得国王或大臣的许可后，决斗者会“愉快地”来到指定的场地。决斗者不穿盔甲，从腰部以上赤裸着身体，从腰部以下则穿着用多层棉布紧紧缠绕的衣物。决斗使用的武器是国王指定的剑、盾牌和匕首。裁判决定给予决斗者的奖励；胜者甚至可以获得败者的财产。
曼尼普尔的决斗最早是在一部文献中被记载的，该文献详细描述了决斗的道德准则。当一名战士受到挑战时，会约定决斗日期，以便有时间准备武器。允许对手先射箭或投掷标枪被认为特别勇敢。决斗本身并不一定是致命的，通常在一方流血后就结束了。然而，胜利者仍然被期望砍下失败者的头颅。在决斗前或在砍头前，战士们会与他们的妻子分享准备的食物和酒。如果事先有此要求，失败者的尸体可以被火化。砍下的头颅被当作战利品带走，这是印度东北部猎头者的传统做法。此外，还有一些禁忌，比如不能杀死逃跑、乞求或因恐惧而哭喊的对手，或者任何请求保护的人。
在中世纪的喀拉拉，被称为“ankam”的决斗在卡利帕亚特训练的战士——切卡瓦尔之间进行。这些决斗是为了解决贵族、酋长或统治者之间的纠纷而进行的。双方通常会各自挑选战士在固定的地点和时间进行战斗。双方的代表都是切卡瓦尔。这些决斗通常是致命的，胜利者通常是存活下来的统治者一方的切卡瓦尔。

## 反对意见
罗马天主教会以及其他很多政治领袖，如苏格兰和英格兰的国王詹姆士一世，指责欧洲历史上的决斗之风。也有权威人士默许决斗，认为它可能是解决长期的家族和社会冲突的方法。

### 英国
虽然19世纪初发生了不少著名决斗，19世纪中叶时英国社会一般就不再赞成决斗，此后就很少发生。

### 美国

#### 历史
美国18世纪之后就不再盛行决斗。富兰克林指责这一风气是无用的暴力行为，华盛顿则在美国独立战争时期鼓励军官拒绝决斗，因为他认为军官死于决斗会对战事造成负面影响。
19世纪末，合法的决斗在世界上基本绝迹了。美国有些州没有明文禁止决斗，但在决斗中击伤对方者可能面临人身伤害或者过失杀人的指控。具体内容，参见決鬥。

## 资料来源
- Baldick, Robert. The Duel: A History of Duelling. London: Chapman & Hall, 1965.
- Cramer, Clayton. Concealed Weapon Laws of the Early Republic: Dueling, Southern Violence, and Moral Reform
- Freeman, Joanne B. Affairs of Honor: National Politics in the New Republic (New Haven: Yale University Press, 2001; paperback ed., 2002)
- Freeman, Joanne B. “Dueling as Politics: Reinterpreting the Burr-Hamilton Duel.” The William and Mary Quarterly, 3d series, 53 (April 1996): 289-318.
- Frevert, Ute. "Men of Honour: A Social and Cultural History of the Duel." trans. Anthony Williams Cambridge: Polity Press, 1995.
- Greenberg, Kenneth S. “The Nose, the Lie, and the Duel in the Antebellum South.” American Historical Review 95 (February 1990): 57-73.
- James Kelly. That Damn'd Thing Called Honour: Duelling in Ireland 1570-1860"（1995）
- Kevin McAleer. Dueling: The Cult of Honor in Fin-de-Siècle Germany（1994）
- Morgan, Cecilia. "'In Search of the Phantom Misnamed Honour': Duelling in Upper Canada." Canadian Historical Review 1995 76(4): 529-562.
- Rorabaugh, W. J. “The Political Duel in the Early Republic: Burr v. Hamilton.” Journal of the Early Republic 15 (Spring 1995): 1-23.
- Schwartz, Warren F., Keith Baxter and David Ryan. “The Duel: Can these Gentlemen be Acting Efficiently?.” The Journal of Legal Studies 13 (June 1984): 321-355.
- Steward, Dick. Duels and the Roots of Violence in Missouri (2000),
- Williams, Jack K. Dueling in the Old South: Vignettes of Social History (1980) (1999),
- Wyatt-Brown, Bertram. Honor and Violence in the Old South（1986）
- Wyatt-Brown, Bertram. Southern Honor: Ethics and Behavior in the Old South (1982),

### 流行读物
- The Code of Honor; or, Rules for the Government of Principals and Seconds in Duelling, John Lyde Wilson 1838
- The Field of Honor Benjamin C. Truman. (1884); reissued as Duelling in America (1993).
- Savannah Duels & Duellists, Thomas Gamble（1923）
- Gentlemen, Swords and Pistols, Harnett C. Kane（1951）
- Pistols at Ten Paces: The Story of the Code of Honor in America, William Oliver Stevens (1940)
- The Duel: A History, Robert Baldick（1965, 1996）
- Dueling With the Sword and Pistol: 400 Years of One-on-One Combat, Paul Kirchner（2004）
- Duel, James Landale（2005）. ISBN 1-84195-647-3. The story of the last fatal duel in Scotland
- Ritualized Violence Russian Style: The Duel in Russian Culture and Literature, Irina Reyfman (1999).